# Virgílio Antunes
Virgílio do Nascimento Antunes (ur. 22 września 1961 w São Mamede) – portugalski duchowny rzymskokatolicki, biskup Coimbry od 2011.

## Życiorys
Święcenia kapłańskie otrzymał 29 września 1985 i został inkardynowany do diecezji Leiria-Fátima. Przez wiele lat pracował jako wykładowca seminarium w Leirii, a w latach 1996-2005 był jego rektorem. Od 2005 pracował duszpastersko w sanktuarium Matki Bożej Fatimskiej, a w 2008 objął funkcję jego rektora.
28 kwietnia 2011 papież Benedykt XVI mianował go biskupem diecezji Coimbra. Sakry biskupiej udzielił mu 3 lipca 2011 bp António Marto.